# Касас-де-Вес
Касас-де-Вес (ісп. Casas de Ves) — муніципалітет в Іспанії, у складі автономної спільноти Кастилія-Ла-Манча, у провінції Альбасете. Населення — 787 осіб (2010).
Муніципалітет розташований на відстані близько 240 км на південний схід від Мадрида, 55 км на північний схід від Альбасете.

## Демографія
Динаміка населення (INE ):

## Галерея зображень

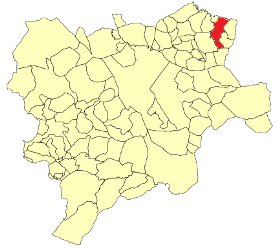
Розташування муніципалітету у провінції Альбасете